# Marc Brucherseifer
Marc-Anton Brucherseifer (* 26. Juni 1962) ist ein deutscher Unternehmer.
Marc Brucherseifer aus Frechen studierte nach seiner Ausbildung zum Groß- und Außenhandelskaufmann Betriebswirtschaftslehre. Währenddessen war er 1985–1987 freier Berater bei L&M-Ketten. Als Diplom-Kaufmann trat er in die Drillisch-Gruppe ein und arbeitete als freier Unternehmensberater für die Treuhandanstalt, wo er die Restrukturierung eines Teilbereichs des Funkwerk-Köpenick-Konzerns, Berlin, begleitete. 
Ab 1994 war er in der Geschäftsleitung der Drillisch-Gruppe tätig. Bei der 1997 gegründeten Drillisch war er Vorstandssprecher und verantwortlich für die Bereiche Geschäftskunden, Finanzkommunikation und Workflowvermarktung. Vor dem Börsengang hielt er knapp 56 % der Drillisch-Aktien. Bis 2005 war er Vorstandssprecher des Unternehmens. Von 2007 bis 2017 gehörte er dem Aufsichtsrat an, ab 2011 als dessen Vorsitzender. Er und seine Ehefrau Sabine, die Tochter von Hans Jochen Drillisch, hatten Drillisch Büroräume in Köln und Bad Münstereifel vermietet.
Seit 2005 führt er als Geschäftsführender Gesellschafter die Beteiligungsholding Colonia Private Equity GmbH. Seit November 2005 sind er und Rainer Harzheim (* 2. Januar 1964) aus Bad Münstereifel Geschäftsführer der Gesellschaft für technische Kunststoffe mbH und GftK-international GmbH in Rheinbach.
Etwa zur gleichen Zeit wurden er und der Niederländer Machiel Smits Geschäftsführer der Great Wheel Holding GmbH, die im folgenden Sommer von Düsseldorf nach Köln verlegt und in Colonia Projects GmbH umfirmiert wurde.
Mit zwei weiteren Stiftern gründeten er und seine Frau Anfang 2012 die Cöllnische Stiftung.
Von März bis November 2012 weilte er im Verwaltungsrat der Revox AG. 
In Bad Münstereifel hatten lange Zeit Geschäftshäuser leergestanden. Als der Geschäftsführer des Euskirchener Bekleidungsfilialisten Robert Ley, Georg Cruse, bei einem Winterspaziergang in der Eifel die Idee hatte, in der Innenstadt ein Outlet-Center zu gründen, stiegen Brucherseifer und Harzheim mit ein, und erwarben zahlreiche Häuser. Im Juli 2011 gründeten sie eine Retail-Estate-Verwaltungs GmbH und verkündeten im November dem Bürgermeister ihren Plan. Infolge Parkraumproblemen verzögerte sich die Eröffnung auf das Jahr 2014.